# Jean-Louis Verger
Pour les articles homonymes, voir Verger (homonymie).
Jean-Louis Verger, né le 20 août 1826 à Neuilly-sur-Seine, est un prêtre de l’archidiocèse de Paris. Hostile au dogme de l'Immaculée Conception, frappé d'interdit, il assassina l’archevêque de Paris Mgr Sibour dans l’église Saint-Étienne-du-Mont le 3 janvier 1857. Condamné à mort le 17 janvier, il est guillotiné le 30 janvier 1857 à Paris.

Dans une lettre envoyée à son père douze jours avant son crime, il écrivait encore :

« Je ne crois pas à l’Immaculée Conception. J'ai prêché un Dimanche contre cette nouvelle invention : mon évêque pour la cinquième fois m'a condamné à mort. Que voulez-vous que je fasse jamais avec des hommes qui, pour ne pas servir leurs dévotions exagérées, me jettent à chaque instant sur le pavé. [...] J'ai demandé à mon évêque de me rendre toute ma liberté, de me délier de toute obligation de prêtre. Il m'a tout accordé. Je trouve aujourd'hui un mariage avantageux. Je vous prie de m'accorder votre consentement légal… »

Au moment de poignarder l'archevêque, il aurait crié : « Pas de déesses ! à bas les déesses ! », ou selon d'autres versions, « À bas la déesse ! ».
Dans son ouvrage La Clef des grands mystères, Éliphas Lévi narre cet évènement, attestant qu'il était lui-même présent dans l'église lors de l'assassinat. L'occultiste signale surtout avoir fait connaissance de Jean-Louis Verger un an plus tôt, ce dernier étant alors à la recherche d'un exemplaire du Grimoire du pape Honorius.

## Biographie
En 1852, Jean-Louis Verger est curé de Bailly-Carrois.
Nous n'avons que peu de renseignements sur lui. Renan, qui fut son condisciple au séminaire de Saint-Nicolas-du-Chardonnet dirigé par l'abbé Dupanloup, a écrit ces lignes dans ses Souvenirs d'enfance et de jeunesse :

« Quand je me figure une de ces lectures spirituelles où le maître [i.e. l'abbé Dupanloup] répandait si abondamment son esprit, cette salle du rez-de-chaussée, avec ses bancs serrés où se pressaient deux cents figures d'enfants tenus immobiles par l'attention et le respect, et que je me demande vers quels vents du ciel se sont envolées ces deux cents âmes si fortement unies alors par l'ascendant du même homme, je trouve plus d'un déchet, plus d'un cas singulier. Comme il est naturel, je trouve d'abord des évêques, des archevêques, des ecclésiastiques considérables, tous relativement éclairés et modérés. Je trouve des diplomates, des conseillers d'État, d'honorables carrières dont quelques-unes eussent été plus brillantes si la tentative du 16 mai eût réussi. Mais voici quelque chose d'étrange. À côté de tel pieux condisciple prédestiné à l'épiscopat, j'en vois un qui aiguisera si savamment son couteau pour tuer son archevêque, qu'il frappera juste au cœur… je crois me rappeler Verger ; je peux dire de lui ce que disait Sacchetti de cette petite Florentine qui fut canonisée : fu mia vicina, andava come le altre. Cette éducation avait des dangers : elle surchauffait, surexcitait, pouvait très bien rendre fou (Verger l'était bel et bien). »

Ce n'est pas l'opinion de Pierre Michel (qu'on peut lire dans la préface de L'Abbé Jules). L’écrivain spécialiste d’Octave Mirbeau voit en Verger un homme loyal et passionné, révolté contre l'hypocrisie de son Église et n'acceptant pas les dogmes nouveaux. Selon lui, Mgr Sibour, en le frappant d'interdit, le jeta dans la misère puisqu'il n'avait jamais appris d'autre métier que celui de prêtre. Pierre Michel  ajoute : 

« Au cours de son procès, qui s'est déroulé deux semaines plus tard, avec une rapidité exceptionnelle et hautement suspecte (il fallait de toute évidence faire un exemple), Verger a assumé hautement son acte et, avec une logique jamais prise en défaut et une éloquence hautaine, il a tenu tête à ses juges et dénoncé fermement une imposture qui a duré dix-huit siècles : il a été condamné à mort et guillotiné, sans avoir voulu se confesser ni recevoir les illusoires consolations d'un de ces prêtres qu'il avait vitupérés. »

On lit tout au contraire chez un éditeur catholique :

« Nous savons par le témoignage de l'aumônier des condamnés que Jean Verger a fait retour à Dieu avant son exécution. M. Hugon écrit au cardinal Morlot, le 8 février : « Si j'ai le regret de sortir du silence qui convient à ma position et à mon caractère, j'ai du moins la consolation de pouvoir attester hautement que Verger, à ses derniers moments, est revenu sincèrement à Dieu ». »

Sylvain Larue, dans son ouvrage Les Nouvelles Affaires criminelles de France, nous apprend que Verger avait déjà eu plusieurs problèmes avec la justice (condamnations pour vols), et qu'il avait été cause de plusieurs scandales dans sa fonction de prêtre, qui lui ont valu plusieurs condamnations de la part de ses autorités religieuses, jusqu'au retrait de la prêtrise. Lors d'un précédent procès en justice, un médecin avait déclaré « Il a toute sa lucidité, mais c'est un homme dangereux ». Son procès, qui se conclura par sa condamnation et son exécution, le 30 janvier 1857, donnera lieu à de nouveaux esclandres de sa part. Juste avant son exécution, il demandera pardon pour son crime et ses fautes, et se confessera à l’aumônier.